# Faccia di sale
Faccia di sale è un romanzo noir di Eraldo Baldini pubblicato nel 1999 da Frassinelli nella collana Narrativa e ristampato con una nuova copertina nel 2005 da Frassinelli Paperback. Questo romanzo ha vinto il Premio Serantini.
Il libro è ambientato nel 1699 tra la Città Vecchia e la Città Nuova, entrambe in riva al mare. Il rimando reale è alla cittadina di Cervia.

## Personaggi
- Luigi Derigo: è il protagonista della storia, cugino di Ruggero Derigo; possiede una saliera.
- Faccia di sale: è l'alter ego malvagio di Luigi Derigo.
- Ruggero Derigo: è il cugino di Luigi ed è l'antagonista del romanzo.
- Zi' Pachina: è la strega del paese; crea pozioni e vede il futuro. Diventa un'amica preziosa di Luigi.
- Figlio di Zi' Pachina: diventa anch'egli un amico prezioso per Luigi.
- Diamantina: è una bambina contadina sordomuta alla quale Luigi tiene molto.
- Ferraro: è un contadino.

## Trama
A causa di problemi legati al territorio, la Città (ormai Città Vecchia) deve essere spostata verso un altro luogo (la futura Città Nuova). Ogni edificio della Città Vecchia viene distrutto, tranne la cattedrale (la chiesa di Nostra Signora delle Acque). Al termine dei lavori sorge il problema di dove sistemare il cimitero della Città Vecchia; viene deciso di spostare tutti i morti nella cripta della cattedrale e i lavori vengono affidati a Ruggero.
Pochi giorni dopo Luigi si accorge che il lavoro di spostamento dei morti non è stato eseguito come previsto e tanti cadaveri sono rimasti ancora seppelliti per la Città Vecchia. Luigi ne parla con il cugino e quest'ultimo, per mettere a tacere il fatto, ordina ai suoi bravi di farlo fuori e di gettare il cugino nella cripta.
Luigi finisce nella cripta in fin di vita. La strega del paese, in cerca di erbe e di resti umani per le proprie pozioni, entra nella cripta e lo vede.
Ricordandosi di aver promesso a Dio di aiutare qualcuno prima di morire, decide di prestare soccorso a Luigi anche grazie all'aiuto di suo figlio che l'aiuterà ogni tanto a portare del cibo. Luigi diventa un po' zoppo e sfigurato e, a causa degli unguenti per la faccia di Zi' Pachina, il suo viso diventa bianco. Luigi vorrebbe tornare in paese, ma nessuno lo riconosce e le persone che lo vedono, impaurite, scappano. Nella Città Nuova tutti lo chiamano Faccia di Sale e pensano che sia un fantasma. Ormai è segregato nella chiesa e sa che di là non può più muoversi.
Un giorno Luigi vede dal campanile della chiesa che Ferraro, un contadino della Città, violenta Diamantina, una piccola bambina sordomuta a cui Luigi tiene molto. Luigi ha ora sete di vendetta verso Ruggero e verso Ferraro. Approfittando di una festa in maschera in paese decide di vendicarsi e uccide Ferraro. In seguito Zi' Pachina viene arrestata perché pensano che sia complice di Faccia di Sale.
Luigi decide di andarla a trovare segretamente in carcere perché vuole parlarle e vuole sapere come sia lui che lei possano uscire da tutta questa storia. Zi' Pachina gli dice che per lei ormai non c'è più niente da fare: è vecchia e stanca e la sua vita sta per giungere al termine. Dice poi a Luigi che se vuole cambiare la sua vita deve annientare il suo alter ego e costruirsi una nuova vita. Luigi ringrazia Zi' Pachina dei consigli e qualche giorno dopo trova un modo per attirare Ruggero da solo nella chiesa. Una volta lì dentro Luigi lo uccide e gli sfigura tutta la faccia; dopodiché gli spalma sul viso l'unguento di Zi' Pachina e se ne va. Il corpo di Ruggero, adesso Faccia di sale, viene trovato e per la Città Nuova l'incubo del fantasma è finito.
Passa un anno e Luigi torna dopo tanto tempo alla sua Città. Ora è un marinaio e la sua faccia è migliorata.

## Edizioni
- Eraldo Baldini, Faccia di sale, collana Narrativa, Frassinelli, 1999,  pp. 148, cap. 12, ISBN 88-7684-566-6.
- Eraldo Baldini, Faccia di sale, Fernandel, 2017,  p. 144, ISBN 978-88-98605-66-8.